# 1963 en Lorraine
Chronologie de la Lorraine
- 1959
- 1960
- 1961
- 1962
- 1963
- 1964
- 1965
- 1966
- 1967

Cette page est une liste d'événements qui se sont produits durant l'année 1963 en Lorraine.

## Éléments contextuels

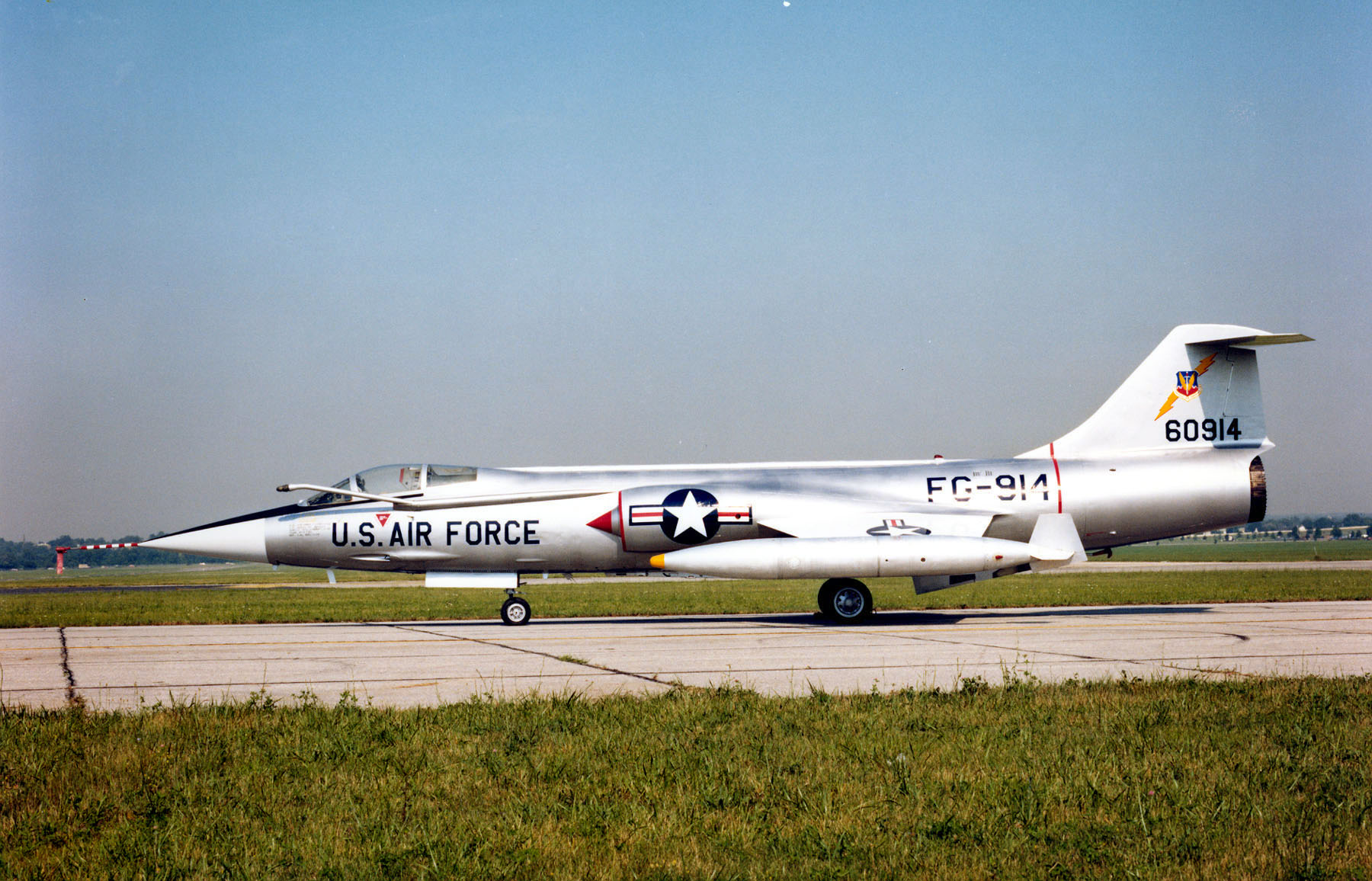
Lockheed F-104C Starfighter dans un musée.

À l'automne 1963, les escadrons canadiens en Europe (ceux de Grostenquin compris) abandonnaient leurs F-86 Sabre pour de tout nouveaux F-104 Starfighter. Les escadrons de CF-100 comme le 423e de Grostenquin furent dissous. Les Starfighter prirent une mission d'attaque nucléaire tactique. Toutes les armes nucléaires étaient la propriété des États-Unis. Lorsque le général De Gaulle demanda que toutes les armes et les vecteurs nucléaires sur le sol français soient sous contrôle français, les CF-104 Starfighter quittèrent Grostenquin. Le 2 Wing fut dissous en février 1964, le 421e escadron s'installant à Baden-Soellingen et le 430e à Zweibrucken, entraînant la fermeture de la base canadienne de Grostenquin.

## Événements

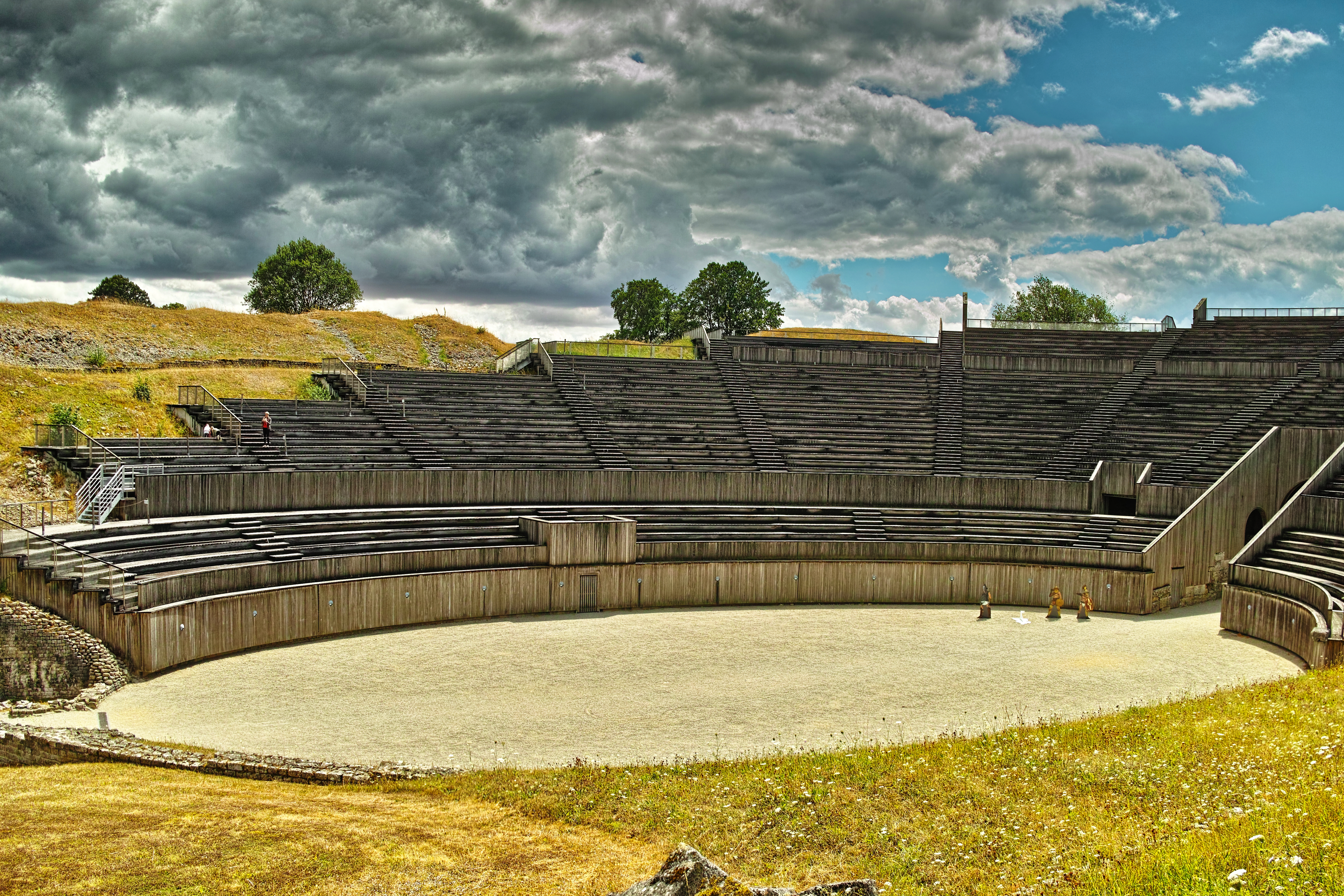
Vue générale de l'amphithéâtre de Grand.

- Début de la restauration de l'Amphithéâtre de Grand, édifice gallo-romain du Ier siècle. Avec sa capacité de 17 000 places, il se classe parmi les dix plus vastes du monde romain. Il fait partie des « semi-amphithéâtres ». Il fut fouillé par Édouard Salin[2] et Roger Billoret entre 1963 et 1976[3], à la suite de la découverte d'un mur par des enfants du village[4]
- Jack Lang crée à Nancy le Festival Mondial du Théâtre Universitaire[5], événement qui est entré dans l'histoire du théâtre en faisant apparaître sur les scènes d'Europe de l'Ouest les maîtres des pays de l'Est (Jerzy Grotowski, Tadeusz Kantor, etc).
- Fondation de la Société d'histoire et d'archéologie de Sarreguemines et environs à Sarreguemines[6].
- Jacques Féret et Robert Monraisse remportent le Rallye de Lorraine sur une Alpine A108 en catégorie GT[7]. René Trautmann et Claudine Bouchet imposent leur	Citroën ID 19 en catégorie Tourisme.
- Implantation à Nancy de France 3 Lorraine Champagne-Ardenne.
- Création à Jarville-la-Malgrange d'un Village d'enfants SOS[8].
- Fermetures de la mine Aachen à Ottange et de la Mine Landenberg à Volmerange-les-Mines[9]
- Ouverture du tremier tronçon de l'A31[10].
- Création de l'usine de chaussures Mephisto à Sarrebourg[10].
- Fondation du Football Club de Sarrebourg[11].

- 1 mars au 4 avril : plus longue grève des mineurs du Bassin houiller lorrain[5]. À la suite des revendications salariales et sociales non satisfaites entre 1957 et 1962. La grève unitaire de 1963 fait plier le général De Gaulle[12],[13].
- Avril : Charles de Gaulle est en Moselle[5]
- 7 juillet : la commune de Bayon est jumelée avec Straelen (Allemagne).
- 14 octobre : début de la grève des mineurs de Trieux qui resteront 79 jours au fond[5].

## Inscriptions ou classement aux titre des monuments historiques

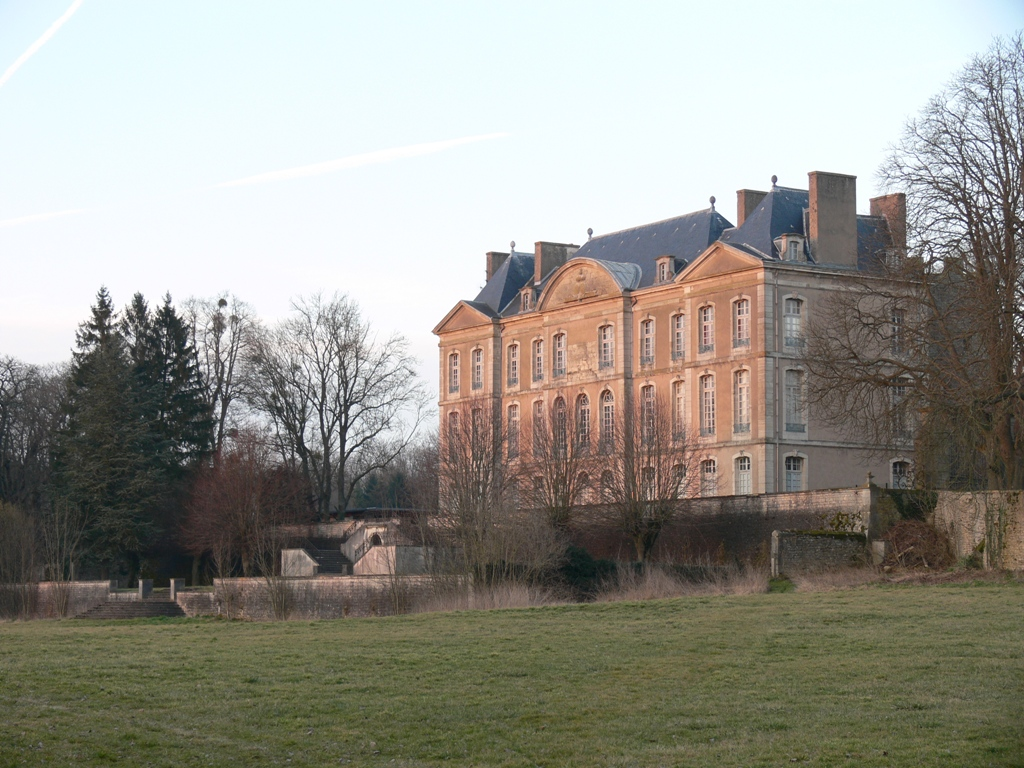
Chateau Aulnois-sur-Seille

- Château d'Aulnois[14]

## Naissances

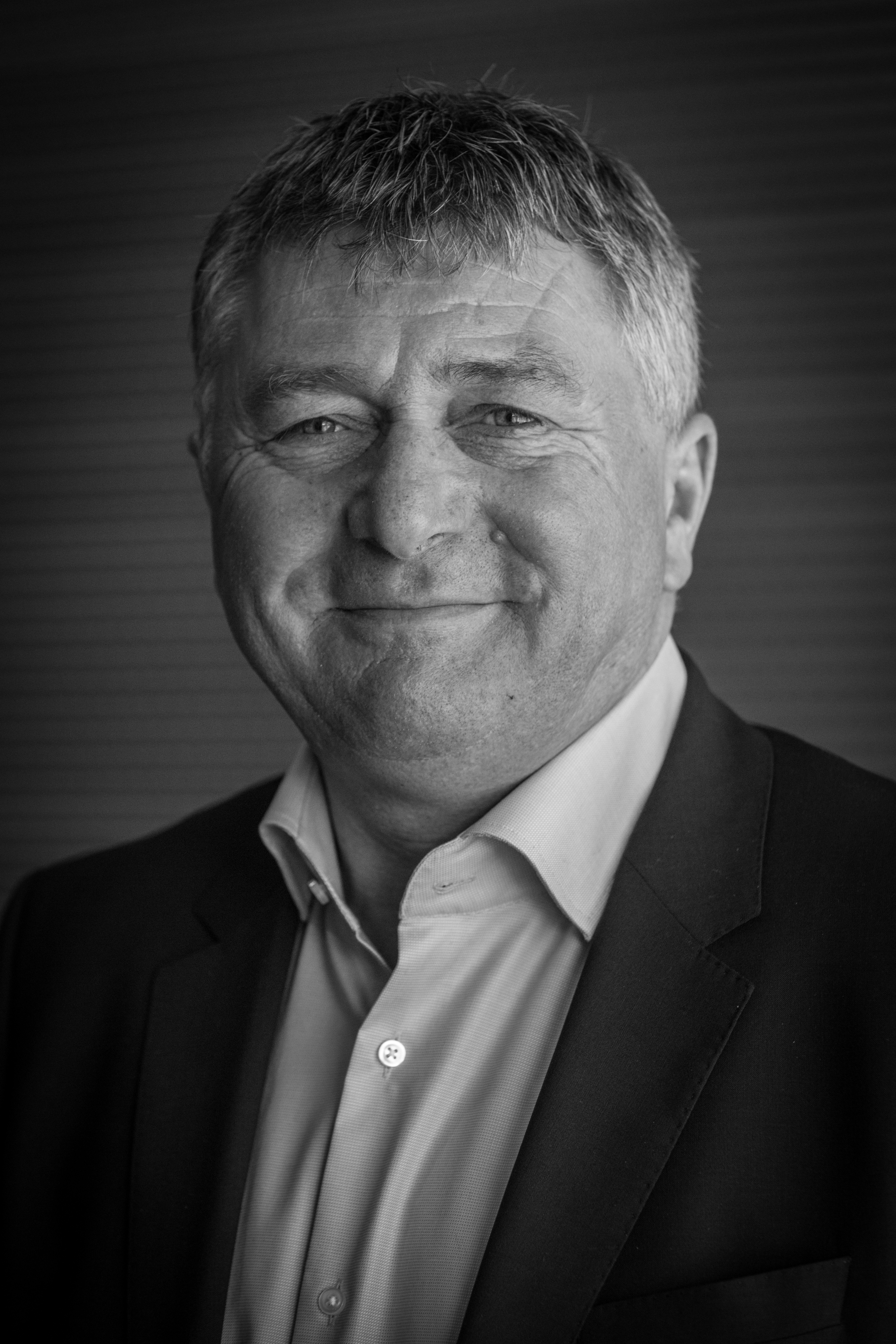
Édouard Jacque en janvier 2016

- Daniel Jeanneteau, né en 1963 à Creutzwald en Moselle, metteur en scène et scénographe français. Lauréat de la Villa Kujoyama à Kyoto en 1998. Lauréat de la Villa Médicis hors les murs au Japon en 2002. Grand prix du syndicat de la critique en 2000 et en 2004. Daniel Jeanneteau a dirigé le Studio-Théâtre de Vitry de 2008 à 2016. Il a pris la direction du T2G – Théâtre de Gennevilliers en janvier 2017.
- Lucien Moreno Winterstein dit Moreno, guitariste de jazz manouche né en 1963 à Sarreguemines. Il est l'âme et le leader du groupe Moreno et Marina.
- 2 janvier à Metz : Éric Marchal, écrivain français.
- 7 janvier à Nancy : Hélène Tréheux-Duchêne, diplomate française, ambassadrice de France au Royaume-Uni[15].
- 7 février à Bussang : Yves Déloye, politologue français.
- 10 février à Cons-la-Grandville (Meurthe-et-Moselle) : Édouard Jacque, homme politique français.
- 21 février à Metz : Philippe Gonigam, athlète français, spécialiste du 400 mètres haies.
- 3 mars à Nancy : François Werner, inspecteur général des finances et homme politique français. Maire de Villers-lès-Nancy, vice-président de la métropole du Grand Nancy et du conseil régional du Grand Est.
- 12 mars à Longwy : Geneviève Férone, personnalité française du monde des affaires. Elle est pionnière de la notation sociale et environnementale, spécialiste de la responsabilité sociale des entreprises, de l'investissement socialement responsable, et du développement durable.
- 22 mai à Nancy : Pierre Coppey, dirigeant d'entreprise français. Il est président de Cofiroute depuis 2007 et de Vinci Autoroutes depuis 2009.
- 24 mai à Metz : Philippe Flucklinger, footballeur français évoluant au poste de gardien de but.
- 30 mai à Longwy : Daniel Cangini, footballeur français.
- 23 juin à Commercy : Pascal Vigneron, musicien français, à la fois trompettiste, organiste, et chef d'orchestre.
- 26 juin à Vittel : Jean-François Malet, acteur français. Il est notamment connu pour son rôle de Jean-François Leroux dans la série Plus belle la vie de 2006 à 2016.
- 29 juin à Sarreguemines : Nicole Gries-Trisse, personnalité politique française. Elle est députée de la cinquième circonscription de la Moselle entre 2017 et 2022 sous l'étiquette de La République en marche.
- 30 juin à Nancy : Xavier Galmiche, professeur à la section d’études centre-européennes de l’UFR d’études slaves de l’Université Paris-IV Sorbonne. Sa principale spécialité est la littérature tchèque, dont il traduit à l’occasion des œuvres classiques ou contemporaines (Karel Hynek Mácha, Antonín Sova, Bohumil Hrabal).
- 13 juillet à Épinal (Vosges) : Jean-Jacques Gaultier, homme politique français.
- 14 juillet à Saint-Avold : Pascal Mayer, biophysicien et chef d'entreprise français spécialisé dans les analyses biomoléculaires pour le diagnostic, la médecine prédictive et la découverte de médicaments.
- 24 juillet à Metz : Alexandre Feltz, médecin généraliste et adjoint au maire de la ville de Strasbourg, chargé de la santé.
- 15 août à Metz : Denis Mogenot, footballeur amateur français, qui jouait au poste d'attaquant.
- 16 août à Uckange : Carmelo Micciche (prononcé : [karmelo mittʃike] en italien), footballeur français devenu entraîneur. Il occupait le poste d'attaquant (ailier ou avant-centre).
- 31 août à Hayange : Sylvain Kastendeuch, footballeur international français. Il joue au poste de libéro, même s'il joue quelques saisons arrière latéral en début de carrière.
- 25 septembre à Nancy : Arnaud Josserand, ancien joueur désormais entraîneur français de volley-ball . Il mesure 1,98 m et jouait central. Il totalise 180 sélections en équipe de France.
- 30 septembre à Longeville-lès-Metz : Aldo Berardi, O.SS.T., prêtre catholique français. Le 28 janvier 2023, il est nommé vicaire apostolique d'Arabie septentrionale par le Pape François. Il était auparavant vicaire général de l'Ordre des Trinitaires[16].
- 5 octobre à Saint-Mihiel : Nathalie Novi, peintre, illustratrice, auteure de littérature jeunesse et affichiste française.
- 26 octobre à Nancy : Rémy Heitz, magistrat français exerçant la fonction de procureur général près la Cour de cassation depuis le 1er juillet 2023.
- 29 octobre à Metz : Sam Spiegel (connu aussi sous le nom de Sam Hervé Spiegel ou Sam H. Spiegel), acteur français.
- 6 novembre à Nancy : Nadine Morano, est une femme politique française, membre du parti Les Républicains (LR).
- 20 novembre à Pompey : Pascal Parisot, auteur, compositeur et interprète français[17],[18].
- 13 décembre à Nancy : Philippe Collet (dit Pilou), spécialiste de saut à la perche. Il a participé aux Jeux olympiques de 1988 et 1992. Il s'y classa respectivement 5e et 7e.

## Décès

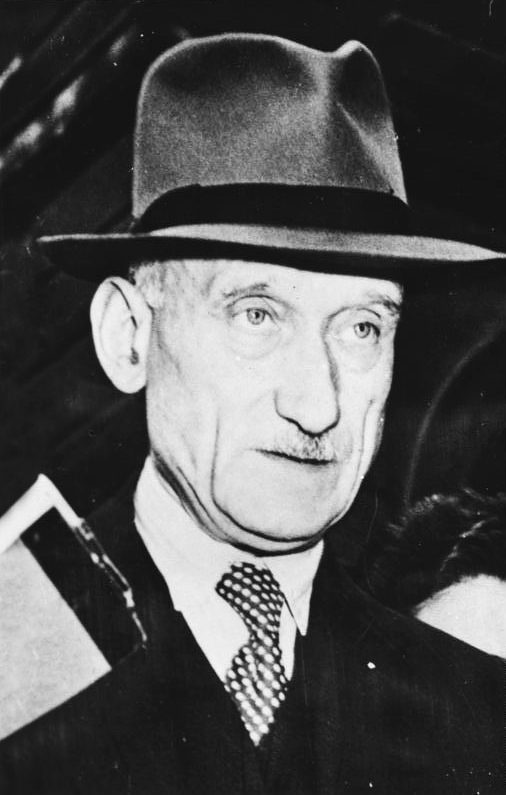
Robert Schuman en 1949.

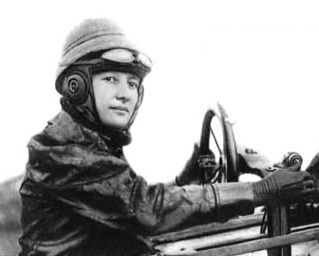
Marie Marvingt en 1912

- 7 février à Rosières-aux-Salines : Charles-Henri Cournault, né le 9 septembre 1876 à Nancy , homme politique français sénateur de Meurthe-et-Moselle de 1937 à 1941.
- 8 février à Bar-le-Duc : Lucien Polimann (ou le chanoine Polimann), clerc et un homme politique, né le 19 novembre 1890 à Dainville-Bertheléville .
- 4 septembre à Scy-Chazelles : Robert Schuman, né le 29 juin 1886 à Luxembourg (Luxembourg), homme d'État français. Ministre sous la Troisième et la Quatrième République, notamment des Affaires étrangères, puis président du Conseil des ministres à deux reprises, Schuman exerça par ailleurs les fonctions de président du Parlement européen.
- 22 septembre à Nancy : Gaston Rogé (né à Nancy le 28 novembre 1886), dirigeant de la principale association d'anciens combattants de l'entre-deux-guerres en Meurthe-et-Moselle et un homme politique français de la IIIe République.
- 14 décembre à Laxou : Marie Marvingt, née le 20 février 1875 à Aurillac (Cantal), pionnière de l'aviation, inventrice, sportive, alpiniste, infirmière et journaliste française.